# 교로쿠
교로쿠(享禄, きょうろく)는 일본의 연호(元号) 중 하나이다.
- 전후 : 다이에이(大永) 이후 - 덴분(天文) 이전.
- 시기 : 1528년 ~ 1531년
- 천황 : 고나라 천황
- 쇼군 : 무로마치 막부의 아시카가 요시하루

## 개원(改元)
- 다이에이 8년 8월 20일(율리우스력 1528년 9월 3일), 고나라 천황 즉위에 따라 개원.
- 교로쿠 5년 7월 29일(율리우스력 1532년 8월 29일), 덴분으로 개원된다.

## 출전
『주역』의 「居天位享天禄」.

## 교로쿠 시기에 일어난 일
- 원년
  - 야쿠시지(薬師寺)의 서탑이 소실.

## 서력과의 대조표
| 교로쿠 | 원년   | 2년    | 3년    | 4년    | 5년    |
| ------ | ------ | ------ | ------ | ------ | ------ |
| 서력   | 1528년 | 1529년 | 1530년 | 1531년 | 1532년 |
| 간지   | 무자   | 기축   | 경인   | 신묘   | 임진   |

## 같이 보기
- 일본의 연호 일람

| 이전 다이에이 | 일본의 연호 1528년 ~ 1532년 | 다음 덴분 |